# Mariópolis (Rio de Janeiro)
Mariópolis é um sub-bairro de classe média-baixa da Zona Norte da cidade do Rio de Janeiro, no limite com o distrito de Olinda, no município de Nilópolis. Oficialmente, faz parte de Anchieta, que pertence à XXII Administração Regional.

## História
Mariópolis situa-se a oeste do bairro de Anchieta e fazia parte das terras da antiga Fazenda Sapopemba, que englobava as terras que hoje são Parque Anchieta e o Campo de Gericinó. Pouco se sabe sobre como nasceu e cresceu a comunidade, porém há relatos de que séculos atrás a maior parte da vila pertencia a um antigo cemitério de indígenas (Curiosamente, suas ruas foram batizadas por nomes de índios, como Cierê, Aiacá, Juarana, Jaruvá e a Rua Itajobi, via principal da comunidade). A região abriga também favelas como a comunidade do Az de Ouro, Morro do Tatão e Jaqueira.
É predominantemente residencial, com comércios básicos como padarias, academias, mercados, além de possuir igrejas, escolas, praças e áreas de lazer.

## Transporte
É referência em transporte da região "do outro lado da linha do trem" (a parte esquerda do ramal Japeri), a vila abrigava o ponto final das linhas de ônibus com destino a Anchieta, Parque Anchieta e Ricardo de Albuquerque. Com o tempo, as linhas expandiram seus pontos para ruas além Mariópolis (como 624 e SV624 para o Parque Anchieta e 386 para a região central de Anchieta); todavia, continuam exibindo o nome da comunidade nas vistas dos ônibus.
Os moradores têm como principal transporte o ônibus. Todas as linhas atendem uma grande demanda centrada na região, como 386 (Mariópolis x Candelária), única linha com destino ao centro da cidade, o Shopping Jardim Guadalupe e vários pontos da Avenida Brasil. A dupla 624 e SV624 (Praça da Bandeira e Cascadura, respectivamente) apesar de serem da mesma empresa, fazem caminhos diferentes para a estação de trem de Anchieta e ligam a região para o subúrbio carioca, como Madureira, Avenida Suburbana e Tijuca. A linha 540 (Nova Iguaçu x Ricardo de Albuquerque) é uma das principais por ser a única a ligar a região para a baixada fluminense, junto com a sua parcial até Nilópolis, 547. Já a 795 (Pavuna x Sulacap), é uma variante da 793 que passa pela comunidade e tem dupla função, ligando o outro lado de Anchieta e o bairro da Pavuna junto com a outra ponta que liga a Vila Militar e o Terminal Sulacap. Além disso, há vans ligando Mariópolis à Pavuna. A região também já possuiu linhas para a Cidade Universitária, Penha, Austin e Castelo, com ônibus executivos.
Além do ônibus, também tem a opção de trem na Estação Anchieta, a 2 km de Mariópolis. Também conta com os famosos mototáxis, táxis e Uber.

## Personalidades
A humorista Yas Fiorelo, nascida em 1994, foi criada em Mariópolis, localidade do bairro de Anchieta, na zona norte do Rio de Janeiro. Desde 2017 atuando como humorista, já trabalhou com Whindersson Nunes e Yuri Marçal, a comediante ainda possui laços afetivos e familiares no lugar.